# ایر رپوبلیک
ایر رپوبلیک (به انگلیسی: Air Republiq) یک شرکت هواپیمایی است. دفتر مرکزی ایر رپوبلیک در مانیل، فیلیپین واقع شده‌است و قطب این شرکت هواپیمایی در فرودگاه بین‌المللی نینوی آکوئینو و فرودگاه باسکو قرار دارد.